# Rio Caşin (Trotuş)
O Rio Caşin (Trotuş) é um rio da Romênia, afluente do Trotuş, localizado no distrito de Bacău.